# عرقون أنديزي
عرقون أنديزي (الاسم العلمي: Euphrasia andicola) هو نوع من النباتات يتبع جنس العرقون من الفصيلة الهالوكية.